# Westerkwartier
Westerkwartier è una municipalità dei Paesi Bassi di 63 178 abitanti situata nella provincia della Groninga. Costituita il 1º gennaio 2019, il suo territorio è stato formato dalla fusione delle municipalità di Grootegast, Leek, Marum, parte di quello di Winsum e Zuidhorn, il cui centro abitato ne è diventato il capoluogo.